# Justino Horacio Resano

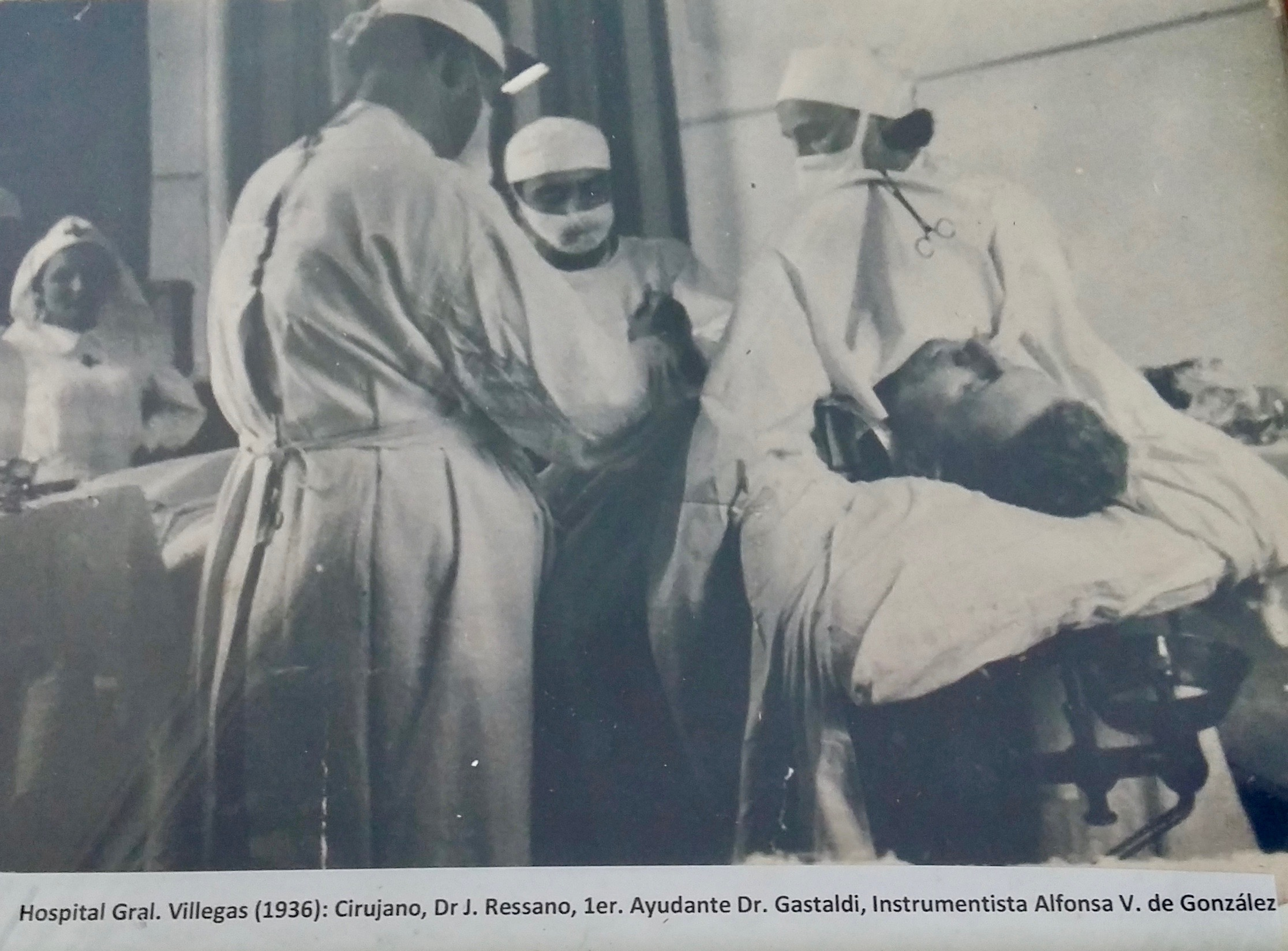
J. Horacio Resano operando en el Hospital de Gral. Villegas en 1936. Imagen cedida por el Hospital J.H. Resano de Tres Algarrobos.

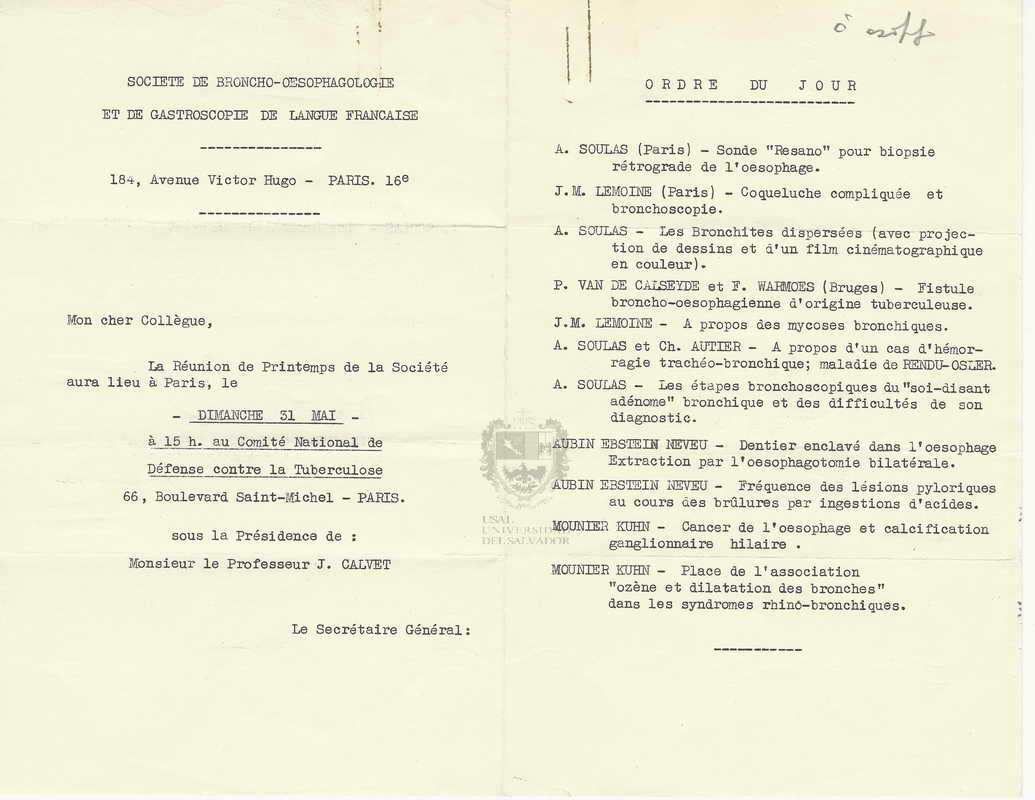
Programa del 50° Congreso de Bronquio-Esofagología en Lengua Francesa (París, 1947), al que Resano fue invitado como relator especial. Imagen de la Biblioteca y Archivo Históricos de la Universidad del Salvador.

Justino Horacio Resano (Pergamino, 26 de septiembre de 1905 - Buenos Aires, 30 de julio de 1960) fue un cirujano argentino dedicado al estudio y tratamiento de patologías de esófago. Fue decano de la escuela quirúrgica latinoamericana fundada por los hermanos Finochietto en el hoy desaparecido Hospital Rawson de Buenos Aires, donde se dedicó a la formación de futuros cirujanos, entre ellos el cardiocirujano René Favaloro. Recibió el premio Ignacio Pirovano de la Academia Nacional de Medicina en 1949 y falleció a los 55 años, después de una larga enfermedad.

## Inicios
Justino Horacio Resano nace en la ciudad de Pergamino el 26 de septiembre de 1905, hijo de José Resano y Petra Irigoyen. En 1930 se licencia en Medicina con diploma de honor en la Universidad de Buenos Aires y a continuación realiza el internado en el Hospital de Clínicas. En 1931 se traslada a Tres Algarrobos, donde se desempeña como médico local hasta 1939. En aquel entonces, la comunidad no cuenta con unidad sanitaria, y Resano trata y opera pacientes en su consultorio instalado en la esquina de Balbiani y Schelotto, frente a la plaza principal, para luego enviarlos a realizar el postoperatorio a sus domicilios o al Hotel Torti, por lo que es común ver camillas cruzando la plaza del consultorio al hotel. En 1935 comienza a interesarse por la cirugía y se dedica a ella de manera experimental; en aquellos años de evolución quirúrgica, la esofagectomía torácica (que se convertiría en la especialidad de Resano), «era prácticamente una operación teórica» basada en las operaciones cadavéricas de Nasiloff (1888), y tenía escaso margen de éxito. Fruto de esa experimentación, a menudo con perros vagabundos, circula el dicho común entre los lugareños «Resano nos dejó sin perros», en tono más o menos jocoso. En la actualidad, el hospital municipal de Tres Algarrobos lleva el nombre Justino Horacio Resano, en reconocimiento a su paso por la comunidad.

## Hospital Rawson
A su vuelta a Buenos Aires en 1940, ingresa en el servicio de cirugía que establece Ricardo Finochietto en el Hospital Rawson de Buenos Aires, donde  se dedicará a la patología de esófago. En 1946 se crea un servicio especializado de las enfermedades y de la cirugía del esófago bajo la dirección de J. Horacio Resano, donde se dedicará durante los siguientes catorce años a la cirugía, a la formación de futuros cirujanos y a la investigación y publicación académica (con más de 100 artículos publicados, donde detalla minuciosamente las técnicas). Conocido sobre todo por sus trabajos dedicados al cáncer de esófago (con más de 1000 resecciones realizadas), Resano tiene el firme convencimiento de que un cirujano especializado debe ser capaz de realizar él mismo todos los exámenes médicos requeridos por la especialidad. Se dedica a acumular observaciones, realizar exámenes radiográficos, y a estudiar todas las enfermedades del esófago, entre ellas el mega-esófago (muy frecuente en Argentina), braqui-esófago, estenosis inflamatorias, tumores benignos, etc. El cirujano colombiano Adolfo Vélez Gil, que visita la escuela quirúrgica de graduados del Rawson asiduamente como asistente extranjero, observa la evolución del departamento de esófago y la creciente afluencia de pacientes: «el número me causó gran extrañeza: en 1939 solamente concurrieron a este servicio 4 pacientes de enfermedades del esófago y en el año 1949 concurrieron 438 pacientes de primera vez. Actualmente están archivados más de 2.000 enfermos del esófago y el doctor Resano, en el momento de mi partida, tenía 190 esofaguectomizados por cáncer con supervivencia». Vélez Gil observa que la cirugía colombiana en materia de esófago, en comparación, está muy rezagada y anima a seguir el ejemplo del Rawson, cuyo éxito se basa en «una campaña infatigable de divulgación realizada entre el cuerpo médico por Ricardo Finochietto y una dedicación absoluta por J. H. Resano», a pesar de la falta de recursos y «chocando diariamente contra toda clase de inconvenientes».
Por aquel entonces, el trabajo quirúrgico que se está realizando en la escuela de Finochietto es pionero, y resulta en una invitación de la Sociedad de Bronquio-Esofagología y de Gastroscopia en Lengua Francesa para que Resano asista como relator especial del 50.º Congreso de Cirugía que se celebraría en París en 1947. Sus organizadores buscan «la presencia de eminentes cirujanos extranjeros, tales como el inglés Allison, el estadounidense Garlock, que ha operado a 250 pacientes, el argentino Resano, alumno de Finochietto, que cuenta con cerca de 200 resecciones». Observan que «la inferioridad de la experiencia europea es obvia, no excediendo cada cirujano la quincena». La primera ponencia del congreso, a cargo del cirujano francés Soulas, se titula «Sonda "Resano" para biopsia retrógrada del esófago», lo que evidencia lo avanzado de la cirugía argentina en aquel periodo, y del equipo de Finochietto en particular. Resano es invitado a operar en los servicios de La Salpetrière, Saint Antoine, Broussais y el Hotel Dieu, y en 1948 vuelve a realizar demostraciones en Bicêtre, donde opera a varios pacientes. Años más tarde, el doctor Alain Mouchet, uno de los organizadores del congreso, escribiría:
Lo conocí en 1947, cuando vino a París con armas y equipaje; quiero decir con su ayudante Dr. Pataro, su anestesista Dr. Nessi, y su fiel instrumentadora Esperanza: traía sus instrumentos seleccionados minuciosamente, separadores torácicos de Finochietto, tijeras largas, porta agujas especiales, pasa hilos, pinzas largas de disección. Comprendiendo bien, pero hablando con dificultad nuestro idioma, Resano contaba con la ayuda de la Sra. Resano quien, de ascendencia francesa, le servía de intérprete.
El hombre era bajo, moreno, con grandes ojos vivos y desde el primer momento atraía por su simpatía. Calmo, exacto, metódico, en posesión perfecta de sus técnicas, se le veía trabajar con el placer que se siente al observar al artista dedicado a su obra.
En 1949 se celebra la primera entrega del Premio Ignacio Pirovano, instaurado por la Academia Nacional de Medicina para premiar, cada cinco años, el mejor trabajo en el área de la cirugía. Resano recibe la distinción por «Esofagectomía torácica». Consolidado internacionalmente como especialista en cáncer de esófago, es invitado a operar en Santiago de Chile (1950), París, Bruselas, Wurzburg, Viena, Lisboa, Milán y Turín (1951), Caracas (1953) y Montevideo (1954).
A partir de 1955 comienza a interrogarse sobre la alta mortalidad en las intervenciones de cáncer de esófago torácico y observa: «La cirugía radical del cáncer de esófago no justifica en absoluto las esperanzas que habíamos depositado en ella al comienzo. Si nos preguntan por qué, a pesar de todo, seguimos interviniendo, responderemos: es mejor alumbrarse con una vela, que seguir en la obscuridad completa». En 1957, en el XVII Congreso de la Sociedad Internacional de Cirugía, declara que ha decidido «desistir y no operar los cánceres de esófago torácico» en vista de una mortalidad demasiado alta, mientras que continuaría interviniendo en «localizaciones bajas, esófago inferior y cardial».
Muere en 1960, luego de una larga enfermedad que lo obliga a retirarse a partir de 1957.

## Distinciones
- Premio Ignacio Pirovano, Academia Nacional de Medicina, 1949
- Asociado extranjero de la Société Internationale de Chirurgie